# موريل شارب
موريل شارب (بالإنجليزية: Muriel Sharp)‏ هي دراجة بريطانية، ولدت في 2 مايو 1953 في لندن في المملكة المتحدة.

## وصلات خارجية
- موريل شارب على موقع أرشيف الدراجات (الإنجليزية)
- موريل شارب على موقع إحصائيات الدراجات الإحترافية (الإنجليزية)
- موريل شارب على موقع أوليمبيديا (الإنجليزية)